# Regionalpark Dieveniškės

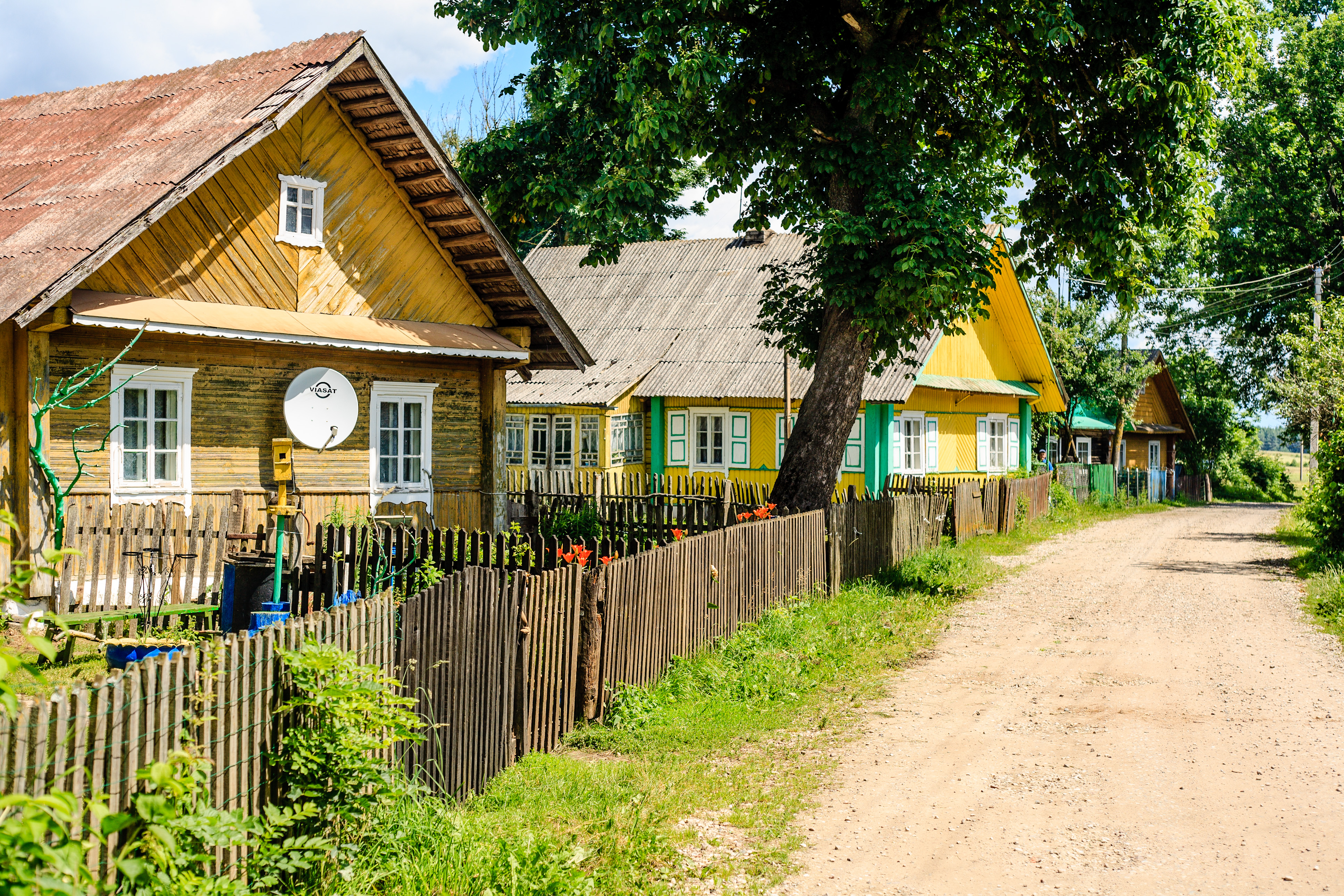
Häuser des im Regionalpark liegenden Ortes Žižmai

Der Regionalpark Dieveniškės ist ein Regionalpark um Dieveniškės in der Rajongemeinde Šalčininkai im südöstlichen Litauen. Das Territorium umfasst 11.021 ha. Die Verwaltung befindet sich in Poškonys. Mit dem Park werden die Landschaft und die darin eingebetteten Ethnokulturobjekte geschützt. Es gibt die Wallburg Bėčionys, die Burg Norviliškės, Kirche Dieveniškės (gebaut 1783).